# Toyota Avensis
Toyota Avensis är en medelstor bilmodell tillverkad i Derbyshire, Storbritannien av den japanska biltillverkaren Toyota. Den första generationen Avensis tillverkades mellan 1997 och 2002 och fungerade som ersättare till Toyota Carina E. Avensis har genom åren utvecklats i storlek, teknik och kraft för att utmana några av rivalerna Mazda6, Ford Mondeo, Volkswagen Passat, Citroën C5, Peugeot 508 och Škoda Superb. Modellen finns i tre generationer. 
Namnet Avensis kommer från den franska termen avancer, vilket betyder ”att avancera”.

## Första generationen
År 1997 lanserade Toyota en ny bilmodell med beteckningen Avensis baserad på den tidigare modellen Toyota Carina E. Modellen tillverkades i Burnaston i Storbritannien och fanns som sedan, kombisedan och kombi. Avensis uppdaterades i augusti 2000 inför årsmodell 2001 och det första dieselalternativet introducerades. Året därpå (2001) kom Avensis Verso. 

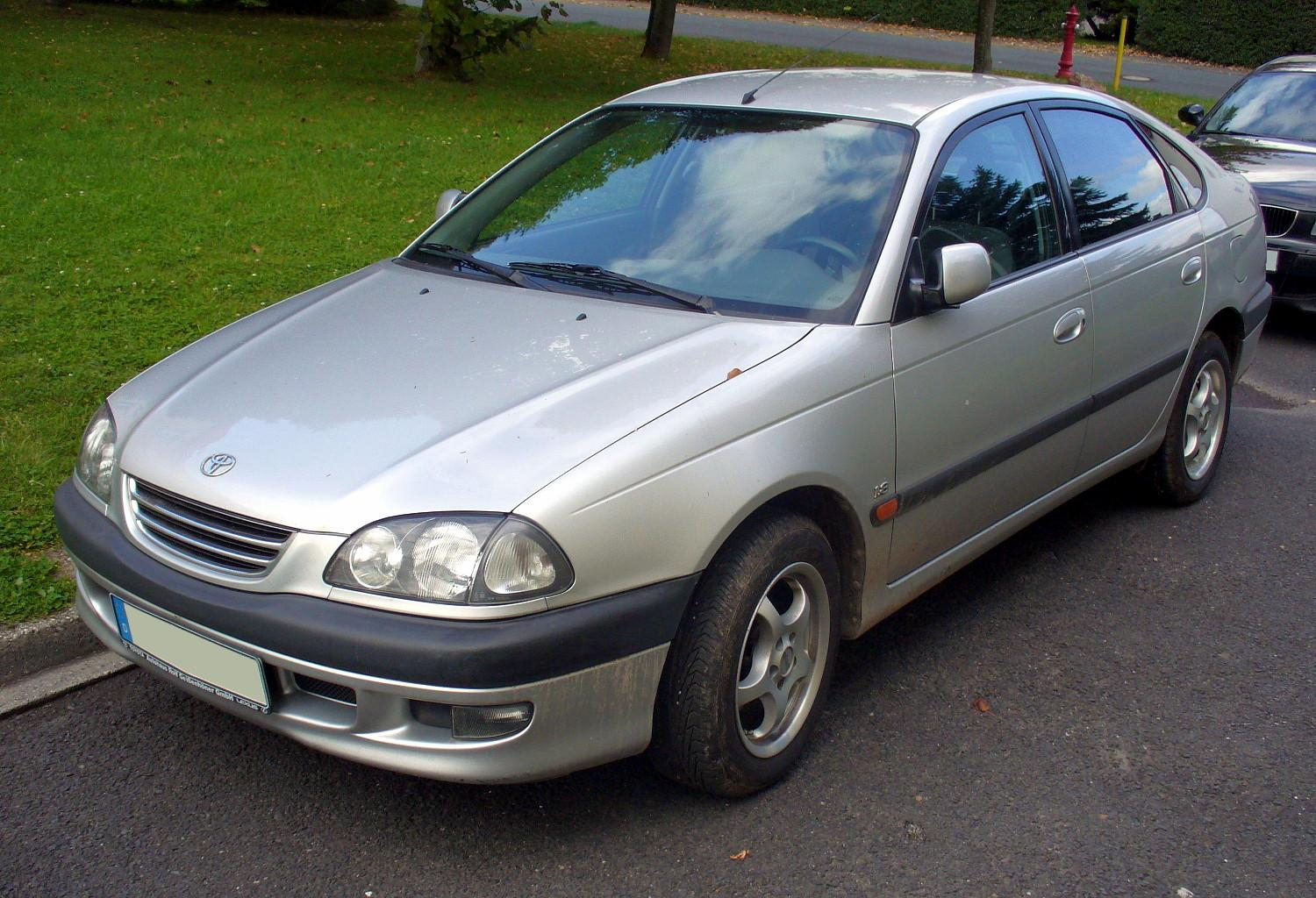
Första generationen före ansiktslyft
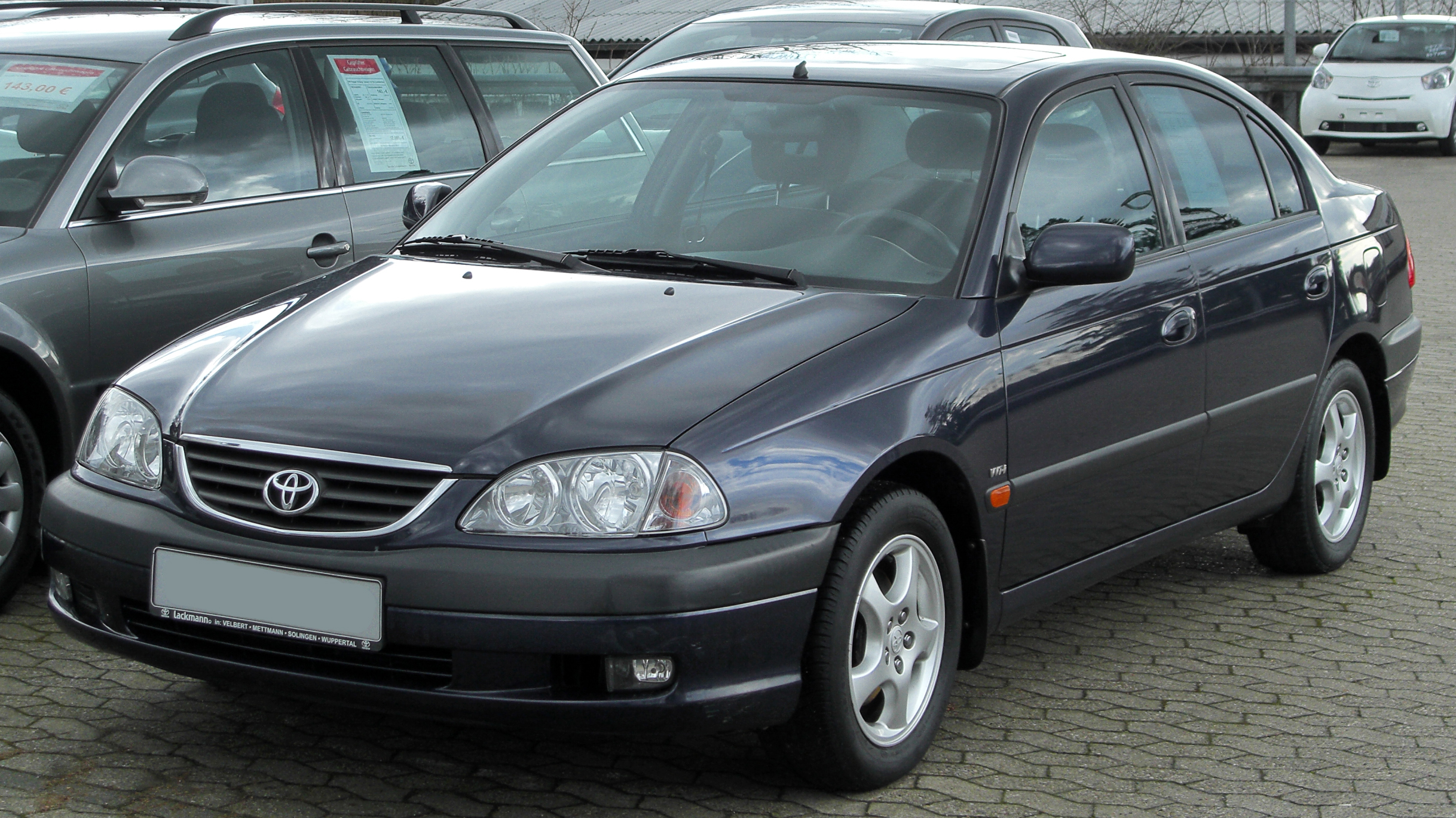
Första generationen efter ansiktslyft

## Andra generationen
Den andra generationen lanserades våren 2003 och var den första bilen i Europa med knäkrockkudde på förarplatsen. Det var också den första japanska bilen som fått fem stjärnor i Euro NCAP:s krockprov. 2004 uppdaterades bilen och fick direktinsprutade bensinmotorer. I juni 2006 uppdaterades utseendet på bilen med förändringar på bland annat framlyktorna och fronten, blinkers i backspeglarna samt vissa förändringar i interiören. 2007 utsågs Toyota Avensis II till säkraste bil av Folksam.

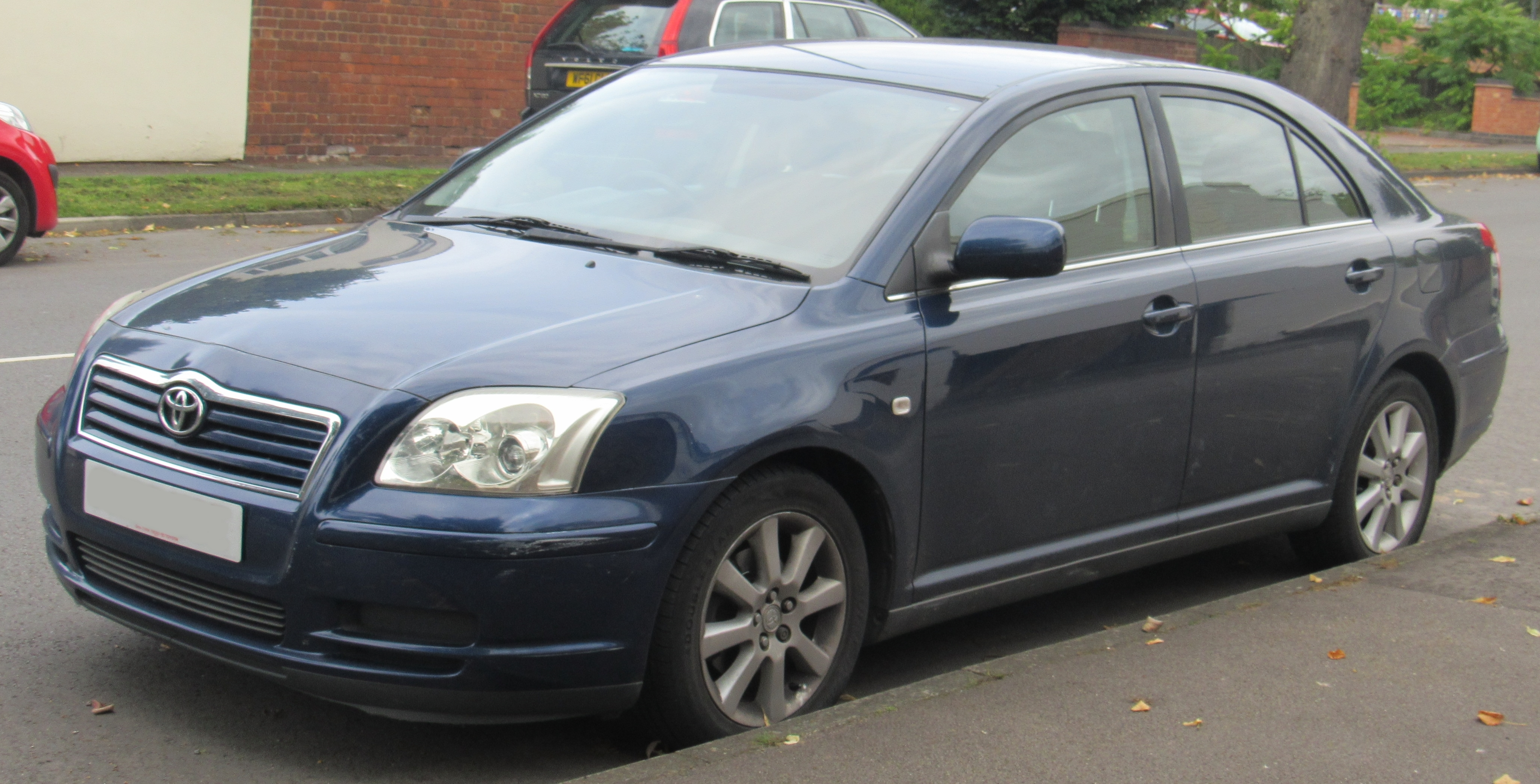
Andra generationen före ansiktslyft
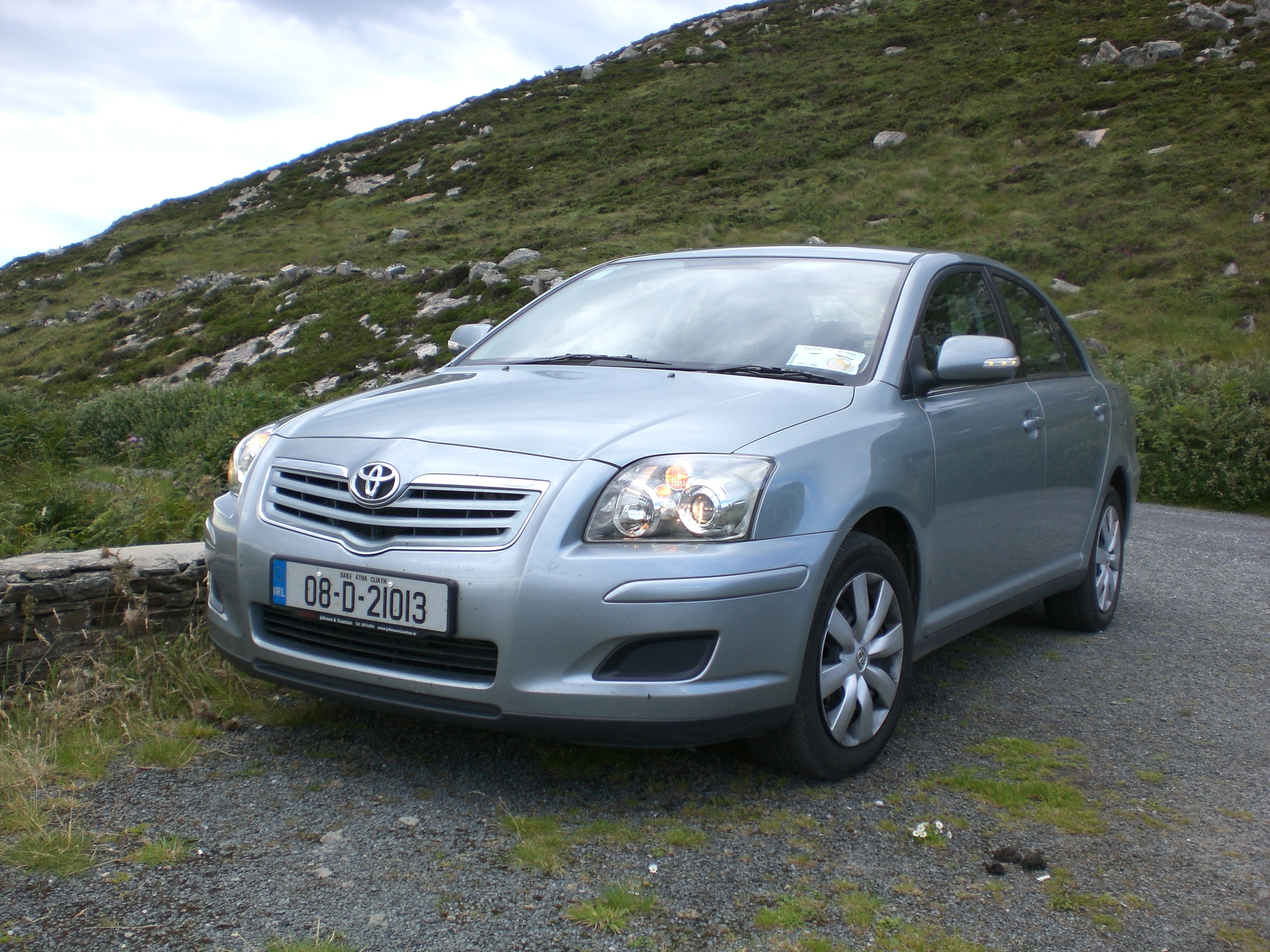
Andra generationen efter ansiktslyft

## Tredje generationen
Den tredje generationen tillverkades år 2009-2018 men fick ansiktslyftningar både 2012 och 2015, varav uppdateringen 2015 var den största uppgraderingen. Under 2016 kom en ny version med förändrad front och ny inredning, modell finns i fyra olika utrustningsnivåer Life, Active, ActivePlus och Executive.[3]

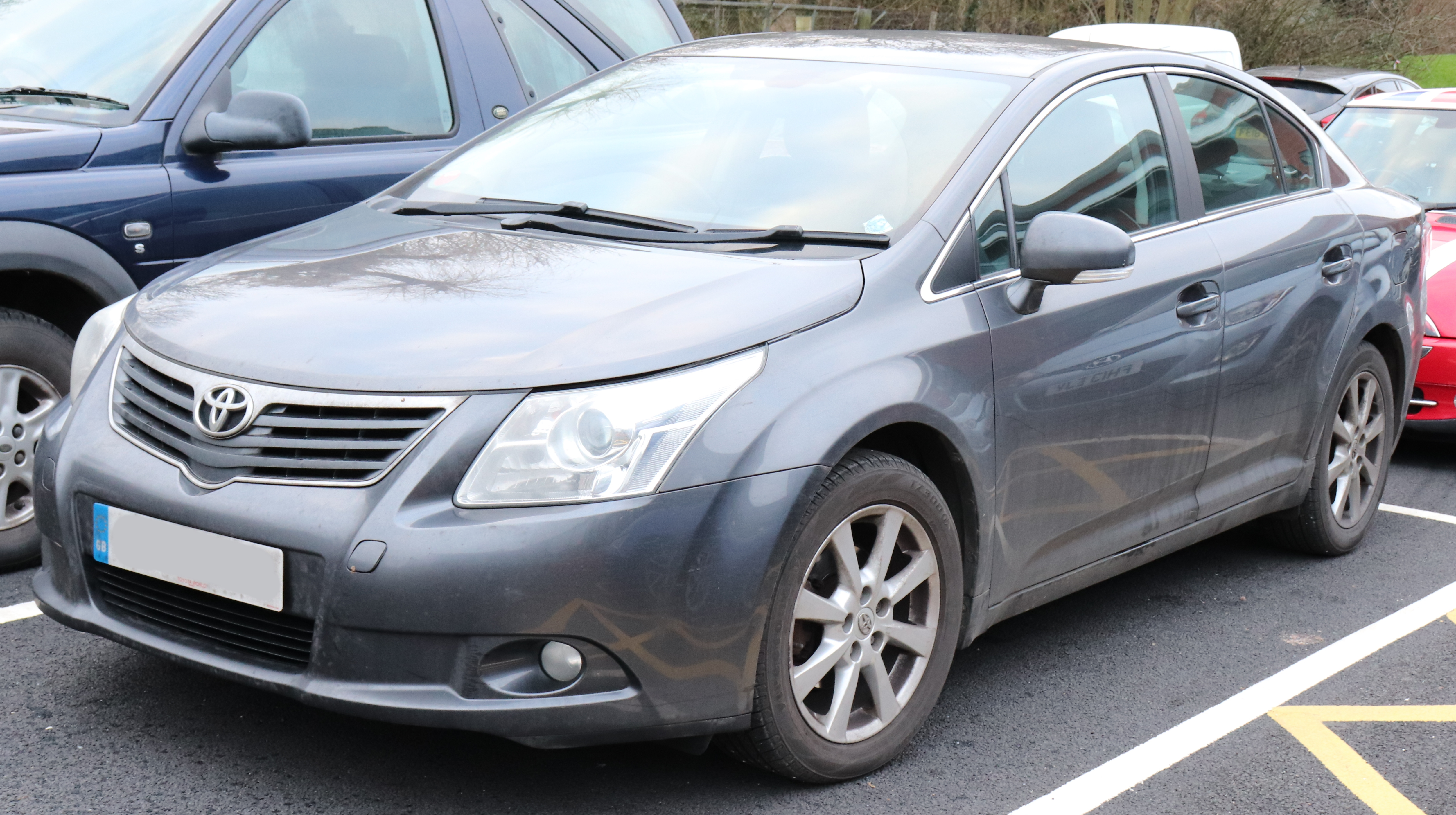
Tredje generationen före ansiktslyft
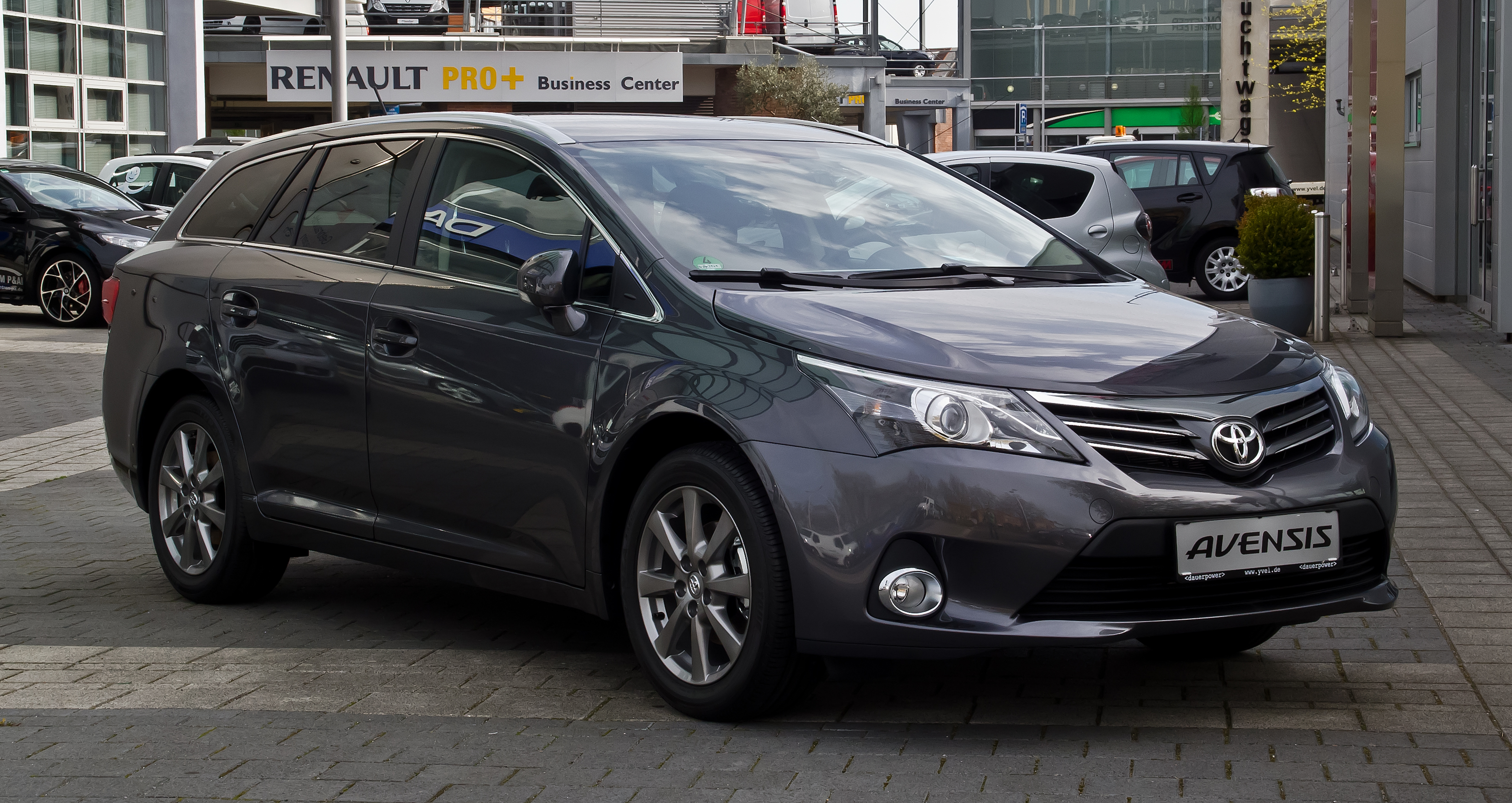
Tredje generationen efter ansiktslyft 2012
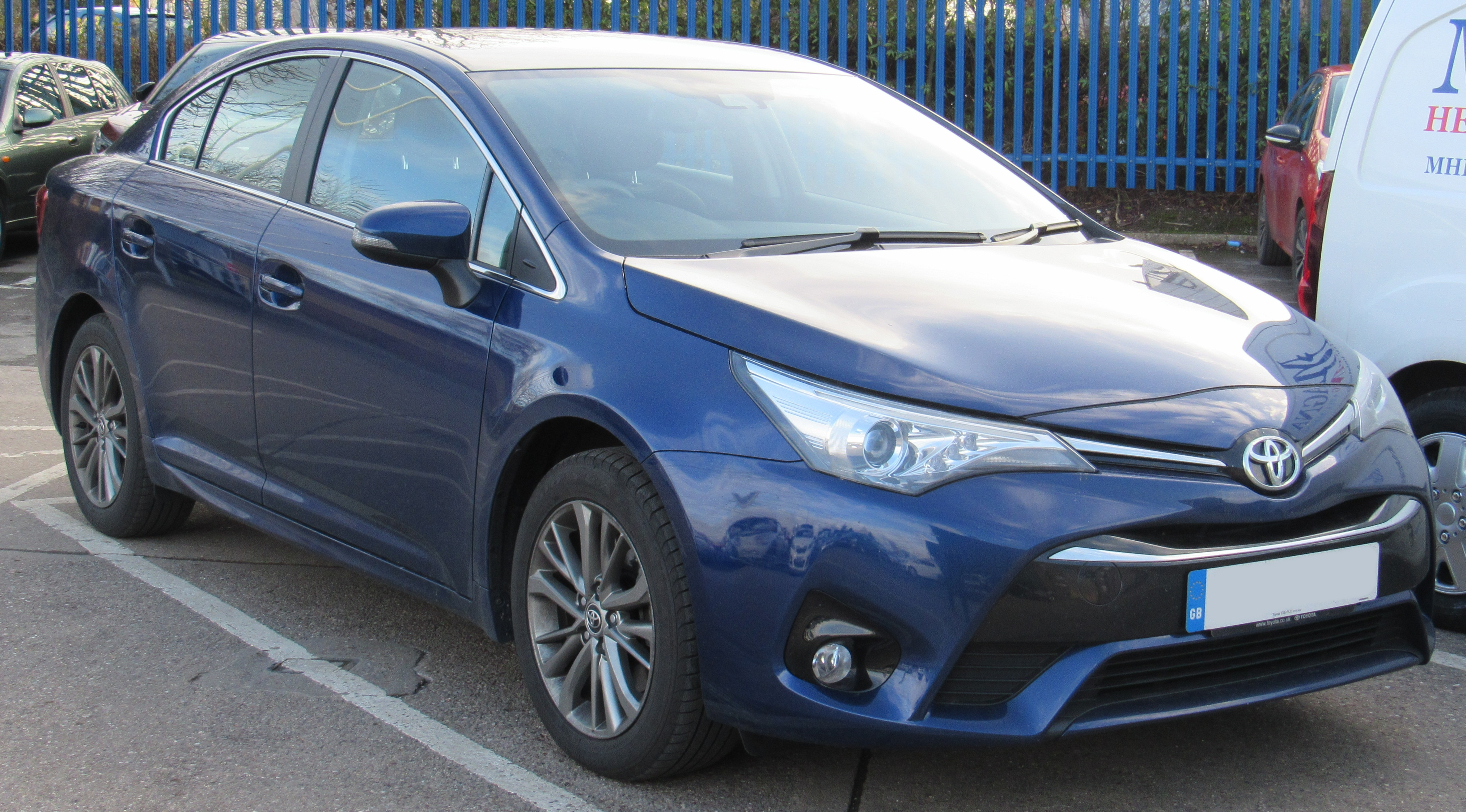
Tredje generationen efter ansiktslyft 2015

### Nedläggning
Tillverkning och försäljning av Avensis upphörde år 2018 på grund av minskad efterfrågan. Samtidigt beslutades det att Toyota Camry samt Corolla, som ersätter Auris, åter kommer att säljas i Europa.

### Säkerhet[10]
- Körfältsassistans LKA, Lane Keeping Assist med körfilsvarning LDW, Lane Departure Warning
- Aktivt krockskyddssystem PCS, Pre-Crash Safety System
- Låsningsfria bromsar ABS med elektronisk bromskraftfördelning EBD
- Antisladdsystem VSC+
- Antispinnsystem TRC
- Nackskydd fram, aktivt

Resultat i Euro NCAP 2015: 5 stjärnor, skydd av vuxna: 93%, skydd av barn: 85%, fotgängarskydd: 78%, förarstödsystem: 81%.

### Motorer[10]
- 1,8 bensin
- 2,0 bensin
- 1,6 D-4D DPF
- 2,0 D-4D DPF
- 2,2 D-4D DPF

### Interiör och exteriör[10]
Som standardutrustning för alla utrustningsnivåer ingår (2016) bland annat: 
Interiört: farthållare med hastighetsbegränsare, elektrisk handbroms, 6 stycken högtalare, läderklädd ratt och växelspak. 
Exteriört: bakljus och varselljus LED, vindruta med uppvärmningsbar nedre del, sidobackspeglar med integrerade blinkers.